# Центральный аэроклуб им. Чкалова
Центральный аэроклуб СССР имени В. П. Чкалова — один из старейших и наиболее известных аэроклубов СССР. В его рамках формировались сборные команды СССР по авиационным видам спорта, организовывались Всесоюзные соревнования, регистрировались новые авиационные и космические рекорды и осуществлялось представительство и защита интересов Советского авиационного спорта в Международной авиационной федерации (ФАИ).

## История
11 марта 1935 г. Центральный совет Осоавиахима и Центрального Комитета ВЛКСМ приняли специальное постановление о создании Центрального аэроклуба СССР. Специально для нужд аэроклуба, напротив Тушинского аэродрома, по адресу Волоколамское шоссе, д. 88 было возведено здание.
В июне 1935 г. аэроклубу было присвоено имя А. В. Косарева. 12 июля 1935 г. состоялся первый авиационный праздник — для руководителей партии и правительства был организован показ достижений воздушных спортсменов.
В сентябре 1935 г. ЦАК был принят в члены ФАИ.
27 декабря 1938 года аэроклубу было присвоено имя В. П. Чкалова.
В годы Большого террора органы НКВД завели «дело Центрального аэроклуба» по которому были репрессированы множество невиновных.
В 1985 году ЦАК награждён орденом Красной Звезды.

## Преобразование

Главный вход в здание НАК им. Чкалова

После образования Российской Федерации Центральный аэроклуб СССР им. В. П. Чкалова был в 1991 году преобразован в Национальный аэроклуб России имени В. П. Чкалова. Позже, в 1993 году, на его основе был создан ФГУП «НАК России им. Чкалова», который существует по настоящее время и физически размещается в том же здании. Является организацией, подведомственной Минспорту России.
Также была создана организация с похожим название — НОУ «Центральный аэроклуб им. В. П. Чкалова ДОСААФ России», в 2019 году преобразованная в АНО «ЦАК им. В. П. Чкалова ДОСААФ России» и подведомственная, соответственно, ДОСААФ России.

### Начальники
- 1948—1953 — генерал-майор авиации, Герой Советского Союза Смирнов, Борис Александрович
- 1953—1956 — генерал-майор авиации, Герой Советского Союза Красноюрченко, Иван Иванович
- 1959—1962 — генерал-майор авиации Косс, Александр Филиппович
- 1967—1986 — полковник Комицын, Юрий Александрович
- 1986—1993 — заслуженный тренер РСФСР Белеванцев, Петр Павлович
- 1993—2000 — заслуженный тренер РСФСР, мастер спорта СССР, судья Международной категории, рекордсмен мира Назаров, Альберт Шамирович
- 2020 — и. о. ген. директора Амбарнов, Сергей Юрьевич